# Матушкин, Игорь Витальевич
И́горь Вита́льевич Матушкин (род. 27 января 1965, Челябинск) — советский и белорусский хоккеист, мастер спорта СССР. Заслуженный мастер спорта Республики Беларусь (2002 год); тренер.

## Биография
Воспитанник хоккейной школы клуба «Трактор» города Челябинска (тренеры — Владимир Угрюмов, Юрий Перегудов, Виктор Перегудов, Виктор Соколов, Владимир Мурашов, Владимир Пыжьянов). Начинал карьеру в этом клубе, позднее играл за минское «Динамо». Большую часть игровой карьеры провёл в шведских клубах, завершал карьеру в «Оберхаузене» и «Мечеле». В составе национальной сборной Белоруссии провёл 79 игр, набрав 30 очков (6+24). Участвовал в пяти чемпионатах мира и двух Олимпийских играх, в 2002 году на Олимпиаде вышел со сборной в полуфинал. Чемпион Белоруссии 1993 года.
Есть два сына — Максим и Оскар.